# Falcatifolium
Genre
Falcatifolium est un genre botanique appartenant à la famille des Podocarpaceae. Les espèces sont des arbrisseaux et des arbres à feuilles persistantes, qui peuvent atteindre une hauteur de 1 à 36 m.

## Description
Les Falcatifolium sont des plantes ligneuses, l'écorce et les feuilles contiennent de la résine. L'écorce est mince, fibreuse, présente des pores épars et peut se décoller. La ramification dans les arbres à croissance monopodiale se produit en verticille et est irrégulière dans les arbustes. Les branches feuillues se terminent par des bourgeons lâches, formés par des écailles triangulaires étroites,.
Le bois est doux, léger, parfumé et brun clair et ne montre que de légères différences entre le duramen et l'aubier. Il est finement et uniformément grainé, les anneaux de croissance ne sont formés qu'indistinctement. Les canaux de résine sont manquants, mais des cellules de résine individuelles sont formées.
Les feuilles sont divisées en deux, il y a des écailles et des feuilles différenciées. Les écailles poussent plus ou moins sur les pousses principales et les pousses secondaires. Les feuilles se développent plus ou moins en deux rangées, elles sont aplaties sur les deux côtés latéralement, donc ont un côté gauche et un côté droit, et sont obliquement lancéolée ou en forme de faucille. Les feuilles sont nervurées, beaucoup plus grandes que les feuilles de l'écaille, mais de taille très différente. Elles forment des stomates des deux côtés des feuilles,.
Les strobiles sont cylindriques à en forme de chaton. Ils se développent généralement moins souvent individuellement en groupes, axillaires sur des pédicelles squameuses. Les microsporophylles sont petites, triangulaires ou pointues et montrent deux étamines rondes, deux poches avec du pollen.
Les cônes de graines se développent solitaires, axillaires ou rarement terminaux sur les tiges écailleuses. Ils se composent de huit à douze écailles de couverture disposées en spirale, qui se gonflent, deviennent charnus et rouges et forment avec l'axe de la broche un réceptacle de forme irrégulière. Près de la pointe du réceptacle pousse un flocon de graines fertiles, qui porte sur le côté adaxial l'unique ovule. Les graines aptères sont ovales, mais plus ou moins aplaties et présentent deux crêtes latérales. Elles se dressent droit sur l'axe du réceptacle et sont entourées à la base par l'épimatium gonflé, formé par une ou deux écailles de graines gonflées,.
Le nombre de chromosomes est x=10.

## Répartition
L'aire de répartition de l'espèce est en Mélanésie, sur la péninsule malaise, dans les îles de Bornéo, Célèbes, dans les Philippines, les Moluques et en Nouvelle-Guinée. Falcatifolium taxoides se trouve en Nouvelle-Calédonie.

## Espèces
Falcatifolium est un genre de conifères. Le genre est établi en 1969 par David John de Laubenfels alors que les espèces étaient considérés comme appartenant au genre Dacrydium. Les représentants du genre diffèrent de ceux du genre Dacrydium par la position des cônes, la forme de l'épimatium et la forme différente des feuilles. Des études génétiques montrent cependant que les espèces des genres Falcatifolium et Dacrydium sont étroitement apparentées, plus proches que les espèces des genres aussi établis récemment Halocarpus, Lagarostrobos, Lepidothamnus et Manoao.
Les espèces du genre sont étroitement liées les unes aux autres, elles diffèrent principalement par la taille et la forme des feuilles. On distingue six espèces :
- Falcatifolium angustum
- Falcatifolium falciforme
- Falcatifolium gruezoi
- Falcatifolium papuanum
- Falcatifolium sleumeri
- Falcatifolium taxoides

## Fossile
Il n'y a que quelques découvertes de fossiles, datant d'il y a 45 millions d'années (Éocène), dans le sud-est de l'Australie. La séparation des autres genres devait donc déjà être faite avant. Dans les fossiles de Tasmanie de l'Éocène et de l'Oligocène, on trouve une forme de feuille semblable mais une structure différente de surface, qui est assignée à un genre séparé Sigmaphyllum.

## Utilisation
Les espèces du genre sont à peine cultivées et il n'y a pas de cultivar connu. Le bois de Falcatifolium falciforme et Falcatifolium papuanum est utilisé avec le bois d'autres représentants des Podocarpaceae.

## Source de la traduction
- (de) Cet article est partiellement ou en totalité issu de l’article de Wikipédia en allemand intitulé « Falcatifolium » (voir la liste des auteurs).